# Doug Holcomb
Douglas M. "Doug" Holcomb (Milwaukee, Wisconsin, 9 de febrero de 1925 - Scranton, Pensilvania, 3 de febrero de 2008) fue un jugador y entrenador de baloncesto estadounidense que disputó una temporada en la BAA, y tres más en la ABL. Con 1,93 metros de estatura, jugaba en la posición de alero.

## Trayectoria deportiva

### Universidad
Jugó durante su etapa universitaria en los Badgers de la Universidad de Wisconsin-Madison, convirtiéndose en el segundo jugador de dicha institución, tras Dick Schulz en jugar en la BAA o la NBA.

### Profesional
Comenzó su andadura profesional en 1945 en los Wilmington Bombers de la ABL, donde jugó una temporada en la que promedió 8,3 puntos por partido. En 1948 fichó por los Baltimore Bullets de la BAA, con los que únicamente llegó a disputar tres partidos en los que promedió 5,0 puntos y 1,7 asistencias.
Tras ser cortado, regresó a la ABL, a los Scranton Miners, con los que disputó dos temporadas más, siendo en la primera de ellas el líder de anotación del equipo, con 15,5 puntos por partido.

#### Estadísticas en la BAA

##### Temporada regular
| Temporada | Edad | Equipo            | Liga | Pos. | P | TIT | MIN | TC  | TCA | %TC  | 3P | 3PA | %3P | TL  | TLA | %TL  | R.OF. | R.DEF. | REB | ASIS | ROB | TAP | PER | FP  | PTS |
| 1948-49   | 23   | Baltimore Bullets | BAA  |      | 3 |     |     | 1.0 | 4.0 | .250 |    |     |     | 3.0 | 4.7 | .643 |       |        |     | 1.7  |     |     |     | 1.7 | 5.0 |
| Total     |      |                   | BAA  |      | 3 |     |     | 1.0 | 4.0 | .250 |    |     |     | 3.0 | 4.7 | .643 |       |        |     | 1.7  |     |     |     | 1.7 | 5.0 |